# Gljev
Gljev – wieś w Chorwacji, w żupanii splicko-dalmatyńskiej, w mieście Sinj. W 2011 roku liczyła 326 mieszkańców.